# Chrysler Firepower

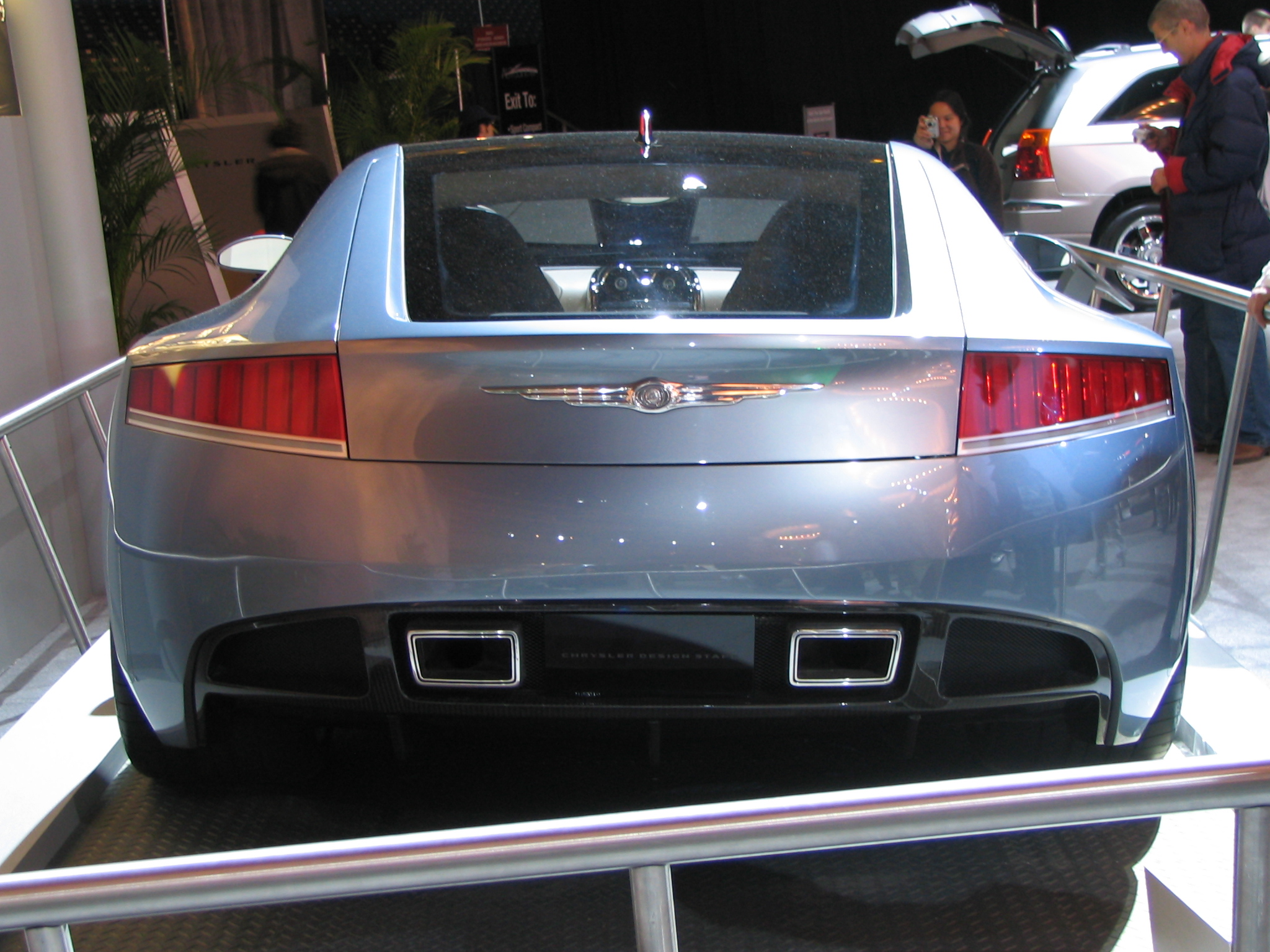
Heckansicht

Der Chrysler Firepower ist ein Konzeptfahrzeug, das auf der Dodge Viper basiert, von DaimlerChrysler unter dem Markennamen Chrysler entwickelt und auf der North American International Auto Show 2005 erstmals gezeigt wurde.
Das Firepower-Konzeptfahrzeug entstand ursprünglich, um zu beweisen, dass Chrysler tatsächlich einen Sportwagen aus vorhandenen Komponenten bauen kann. 2007 gab es aber auch Anzeichen dafür, dass der Firepower in Serie produziert werden könnte. Später bestätigte Chrysler, dass eine Serienproduktion nicht vorgesehen ist. Das Außendesign wurde von Brian Nielander gestaltet. Gaffoglio Family Metalcrafters Inc. in Kalifornien baute das Gesamtfahrzeug auf.
Der Firepower wird von einem 6,1-l-V8-Motor aus der Hemi-Baureihe angetrieben. Laut Chrysler leistet der Motor maximal 313 kW und kann das Fahrzeug in 4,5 Sekunden von 0 auf 100 km/h beschleunigen.

## Technische Daten
| Motorart  | Motorbauart | Ventilanzahl | Ventilsteuerung | Hubraum  | max. Leistung bei min−1  | max. Drehmoment bei min−1 | Getriebe                   | Beschleunigung, 0–100 km/h | Höchstgeschwindigkeit vmax |
| --------- | ----------- | ------------ | --------------- | -------- | ------------------------ | ------------------------- | -------------------------- | -------------------------- | -------------------------- |
| Ottomotor | V8          | 16V          | OHC             | 6059 cm³ | 317 kW (431 PS) bei 6000 | 570 Nm bei 4800           | 5-Stufen-Automatikgetriebe | 4,5 s                      | 300 km/h                   |